# سان ديماس (كاليفورنيا)
سان ديماس (بالإنجليزية: San Dimas)‏ هي إحدى مدن مقاطعة لوس أنجليس، كاليفورنيا. تم إعطاءها لقب مدينة في 4 أغسطس، 1960.

## التركيبة السكانية
حدّد مكتب تعداد الولايات المتحدة بيانات التركيبة السكانية لسان ديماس في تعداد الولايات المتحدة. في ما يلي، التركيبة السكانية حسب تعدادي 2000 و2010.

### تعداد عام 2000
بلغ عدد سكان سان ديماس 34,980 نسمة بحسب تعداد عام 2000، وبلغ عدد الأسر 12,163 أسرة وعدد العائلات 8,985 عائلة مقيمة في المدينة. في حين سجلت الكثافة السكانية 875.4 نسمة لكل كيلومتر مربع (2,267.3/ميل2). وبلغ عدد الوحدات السكنية 12,503 وحدة بمتوسط كثافة قدره 312.9 لكل كيلومتر مربع (810.4/ميل2).
وتوزع التركيب العرقي للمدينة بنسبة 74.66% من البيض و3.30% من الأمريكيين الأفارقة و0.69% من الأمريكيين الأصليين و9.39% من الأمريكيين ذوي الأصول الآسيوية و0.21% من سكان جزر المحيط الهادئ و7.34% من الأعراق الأخرى و4.39% من عرقين مختلطين أو أكثر و23.34% من الهسبانيون أو اللاتينيون من أي عرق.
بلغ عدد الأسر 12,163 أسرة كانت نسبة 39.1% منها لديها أطفال تحت سن الثامنة عشر تعيش معهم، وبلغت نسبة الأزواج القاطنين مع بعضهم البعض 57.7% من أصل المجموع الكلي للأسر، ونسبة 11.6% من الأسر كان لديها معيلات من الإناث دون وجود شريك، بينما كانت نسبة 4.6% من الأسر لديها معيلون من الذكور دون وجود شريكة وكانت نسبة 26.1% من غير العائلات. تألفت نسبة 21% من أصل جميع الأسر من عدة أفراد يعيشون في نفس المنزل ونسبة 8.7% كانت تتألف من شخص يعيش بمفرده يبلغ من العمر 65 عاماً أو أكثر. وبلغ متوسط حجم الأسرة المعيشية 2.78، أما متوسط حجم العائلات فبلغ 3.23.
بلغ العمر الوسطي للسكان 37.3 عاماً. وكانت نسبة 25% من القاطنين تحت سن الثامنة عشر، وكانت نسبة 8.2% بين الثامنة عشر والرابعة والعشرين عاماً، ونسبة 27.9% كانت واقعةً في الفئة العمرية ما بين الخامسة والعشرين والرابعة والأربعين عاماً، ونسبة 25.3% كانت ما بين الخامسة والأربعين والرابعة والستين، ونسبة 10.1% كانت ضمن فئة الخامسة والستين عاماً فما فوق. يوجد لكل 100 أنثى 92.6 ذكر، ويوجد لكل 100 أنثى في الثامنة عشر من عمرها فما فوق 88.6 ذكر.
بلغ متوسط دخل الأسرة في المدينة 62,885 دولارًا، أما متوسط دخل العائلة فبلغ 72,124 دولارًا. وكان متوسط دخل الذكور 53,009 دولارًا مقابل 36,057 دولارًا للإناث. وسجل دخل الفرد الخاص بالمدينة 28,321 دولارًا. وكانت نسبة 3.6% من العائلات ونسبة 6.3% من السكان تحت خط الفقر، وكان من هؤلاء نسبة 6.7% تحت سن الثامنة عشر ونسبة 11.5% في الخامسة والستين من العمر وما فوق.

### تعداد عام 2010
بلغ عدد سكان سان ديماس 33,371 نسمة بحسب تعداد عام 2010، وبلغ عدد الأسر 12,030 أسرة وعدد العائلات 8,679 عائلة مقيمة في المدينة. في حين سجلت الكثافة السكانية 835.1 نسمة لكل كيلومتر مربع (2,162.9/ميل2). وبلغ عدد الوحدات السكنية 12,506 وحدة بمتوسط كثافة قدره 313 لكل كيلومتر مربع (810.7/ميل2).
وتوزع التركيب العرقي للمدينة بنسبة 72.03% من البيض و3.25% من الأمريكيين الأفارقة و0.70% من الأمريكيين الأصليين و10.48% من الأمريكيين ذوي الأصول الآسيوية و0.14% من سكان جزر المحيط الهادئ و8.47% من الأعراق الأخرى و4.93% من عرقين مختلطين أو أكثر و31.44% من الهسبانيون أو اللاتينيون من أي عرق.
بلغ عدد الأسر 12,030 أسرة كانت نسبة 32.2% منها لديها أطفال تحت سن الثامنة عشر تعيش معهم، وبلغت نسبة الأزواج القاطنين مع بعضهم البعض 54.9% من أصل المجموع الكلي للأسر، ونسبة 12.2% من الأسر كان لديها معيلات من الإناث دون وجود شريك، بينما كانت نسبة 5.1% من الأسر لديها معيلون من الذكور دون وجود شريكة وكانت نسبة 27.9% من غير العائلات. تألفت نسبة 22.2% من أصل جميع الأسر من عدة أفراد يعيشون في نفس المنزل ونسبة 10.6% كانت تتألف من شخص يعيش بمفرده يبلغ من العمر 65 عاماً أو أكثر. وبلغ متوسط حجم الأسرة المعيشية 2.73، أما متوسط حجم العائلات فبلغ 3.19.
بلغ العمر الوسطي للسكان 42.6 عاماً. وكانت نسبة 20.9% من القاطنين تحت سن الثامنة عشر، وكانت نسبة 9.8% بين الثامنة عشر والرابعة والعشرين عاماً، ونسبة 22.6% كانت واقعةً في الفئة العمرية ما بين الخامسة والعشرين والرابعة والأربعين عاماً، ونسبة 31.1% كانت ما بين الخامسة والأربعين والرابعة والستين، ونسبة 15.5% كانت ضمن فئة الخامسة والستين عاماً فما فوق. وتوزع التركيب الجنسي للسكان بنسبة 47.5% ذكور و52.5% إناث.

## أعلام
- شانان كليك
- ريان ميلر
- أليكس مورغان
- جيريمي ريد
- داني دورن